# غوتي (بالي)
غوتي ( بالصربية السيريلية : Гуте) هي قرية في البوسنة والهرسك. وهي تقع على أراضي مدينة إستوتشنو سراييفو في بلدية بالي، جمهورية صرب البوسنة. طبقا لنتائج التعداد السكاني للبوسنة عام 2013، فقد كان عدد سكانها 63 نسمة.

## التركيبة السكانية

### التطور التاريخي للسكان
| 1961 | 1971 | 1981 | 1991 | 2013 |
| ---- | ---- | ---- | ---- | ---- |
| 132  | 143  | 106  | 120  | 63   |

### توزيع السكان حسب الجنسية (1991)
في عام 1991 سكان القرية ال(120) كانوا جميعا من الصرب.